# Emanuele Barba
Emanuele Barba (Gallipoli, 11 agosto 1819 – Gallipoli, 7 dicembre 1887) è stato un filosofo e medico italiano.

## Biografia
Nato in una famiglia di umili origini (entrambi i suoi genitori, Ernesto e Pasqualina Barba, erano sarti), condusse gli studi primari a Gallipoli, per poi trasferirsi all'età di 10 anni a Napoli presso gli zii, Gaetano Brundesin e Tommaso Barba (quest'ultimo presidente della Gran Corte). Qui studiò grammatica e materie letterarie nella scuola del grammatico e lessicografo Basilio Puoti. Grazie al suo eccellente profitto vinse una borsa di studio che gli permise di frequentare gratuitamente la facoltà.
Conseguì quindi la laurea in Lettere e Filosofia e successivamente in Medicina, esercitando poi a Gallipoli la professione di docente e medico. Sempre a Napoli passò a studiare medicina nel R. Collegio Medico-Cerusico e divenne Assistente alla cattedra di Anatomia. Insegnò scienze e lettere al Ginnasio di Gallipoli (oggi Liceo Quinto Ennio) e fu sovrintendente scolastico ed Assessore delegato alla Pubblica Istruzione.
Fu arrestato ed esiliato a causa delle resistenze al governo borbonico. Morì a Gallipoli il 7 dicembre 1887 e i membri dell'Associazione Democratica posero una scritta: "Nato dal popolo, Per il popolo si adoperò". A lui fu intitolato il Museo civico di Gallipoli.